# Istorija Albanije
Istorija Albanije formira deo istorije Evrope. Tokom klasičnih vremena, Albanija je bila dom nekoliko Ilirskih plemena kao što su Ardijejci, Albani, Amantini, Enhelejci, Taulanti i mnogi drugi, ali isto tako tračanskim i grčkim plemenima. U njoj je takođe postojalo nekoliko grčkih kolonija uspostavljenih na ilirskoj obali. U 3. veku p. n. e, ovu oblast je anektirao Rim i postala je deo rimskih provincija Dalmacija, Makedonija i Mezija. Nakon toga, teritorija je ostala pod rimskom i vizantijskom kontrolom do migracija Slovena u 7. veku. Ona je bila integrisana u Bulgarsko carstvo u 9. veku.

## Antička Albanija
Od 4. veka p. n. e. Albanija se nalazi pod makedonskom vlašću. Nakon smrti Aleksandra Velikog (323. p. n. e.) nastala su nova ilirska kraljevstva. Kralj Glaucius je isterao je Grke iz Drača, a do kraja 3. veka p. n. e. kralj Agron je ujedinio brojne nezavisne gradove i proširio ilirsku teritoriju (plemenski savez Ardijejaca). Agron je uspostavio Shkodër (Skadar) kao prestolnicu i naložio je da se izgraditi jaka mornarica, kako bi štitio ilirske gradove i luke. Njegovo kraljevstvo se prostiralo od Dalmacije na severu, delova Crne Gore, Hercegovine i Albanije, do reke Vojuše na jugu. Nakon Agronove smrti 231. p. n. e., presto je nasledila njegova udovica, kraljica Teuta. Kraljica je vodila nekoliko napada na susedne države, ali je piratskim napadima na trgovačke brodove izazvala bes Rima. Sve od 229. p. n. e. do 168. p. n. e. Ardijejci povremeno ratuju protiv Rimske republike. U Ilirskim ratovima od 229. p. n. e, Rimljani su osvojili ilirska naselja u dolini Neretve. Rimske snage su porazile Teutinu vojsku i zauzele luku Epidamnos, koju će Rimljani preimenovati u Durrachium (Drač).
Godine 168. p. n. e. Rimljani su uspeli da pobede kralja Gencija u Skadru i da ga odvedu u Rim 165. p. n. e. Vek kasnije, Julije Cezar i njegov rival za presto Pompej Veliki borili su se u blizini Drača (Dyrrachium). Rim je napokon potpuno porazio i asimilirao Ilire za vreme vladavine cara Tiberija 9. godine. Albanija je tada podeljena između rimskih provincija: Ilirik, Makedonije i Epira.
Sledeća četiri veka rimska je uprava okončala do tada česte plemenske sukobe i dovela do ekonomskog i kulturnog napretka zemlje. Ilirski gorštaci su bili lojalni lokalnim gospodarima, ali su svake godine, na Cezarovoj proslavi, polagali zakletvu odanosti caru.

## Između Vizantije i Slavena
Dugo vremena Ilirik je bio izvor ljudstva za carsku vojsku, a širom Albanije nicala su mala obrambena utvrđenja. Za vreme vladavine Rimskog i Vizantijskog carstva, u Albaniju kratkotrajno prodiru Huni i Vizigoti, da bi u 6. veku došlo do prodora Slavena (Srbi i Hrvati) koji potiskuju starosedilačko stanovništvo u planinske krajeve. Od 620. godina zbog povlačenja carske vojske za obranu provincija na Bliskom Istoku, Slaveni dominiraju centralnom Albanijom, dok su obalski gradovi ostali pod direktnom vizantijskom kontrolom.
Početkom 9. veka vizantijske vlasti u Albaniji organiziraju upravu sa središtem u Draču. Od 861. do 1018. godine (Bitka kod Drača (1018) albanska teritorija se našla pod vlašću prvog slavenskog carstva i Samuilove države, da bi potom ponovo bila pod vlašću Vizantije (Vasilije II). S vremenom vizantijska vlast slabi i započinje asimilacija Slavena s albanskim starosedeocima.
Potkraj 11. veka Albanija je poprište sukoba Vizantije i južnoitalijanskih Normana. Tada dolazi i do prvog pominjanja imena naroda Albanaca kada su 1081. godine, u otporu vizantijskom caru Aleksiju I Komninu (Bitka kod Drača (1081) poduprli normansku flotu koju je podržavao Vatikan (vizantijski pisac Mihailo Atalijat).

## Srednji vek
Tokom većeg dela srednjeg veka, Albanija pripada Vizantiji. Slabljenjem vizantijske države krajem XII veka javljaju se i prvi pokušaji osamostaljivanja albanskih oblasti između Škumbe i Drima, sa središtem u Kroji, gde se porodica Progona osamostaljuje s težnjom da objedini sve albanske zemlje. Dimitrije Progon se proglašava „arhontom Arbanasa” i stupa u međunarodne veze sa Dubrovnikom, Venecijom i Raškom. Godine 1204. zbog pomoći u ratovanju protiv Mlečana, Vizantija uspostavlja nezavisnu Epirsku kneževinu, od Drača do Korintskog zaliva, sa prestonicom u Arti.
Nakon propasti Epira 1261. pod vlašću Karla Anžujskog ujedinjen je veći deo albanske teritorije u Kraljevinu Albaniju (Regnum Albaniae), sa sedištem u Draču. Kraljevina Albanija je obuhvatala širi prostor albanskih zemalja, sa gradovima Krojom, Beratom i Valonom, kao i ostrvom Krfom. Ova kraljevina se održala do 1286, kada je tu ponovo uspostavljena vizantijska vlast. Srpski imperator Stefan Dušan osvaja skoro čitavu Albaniju, osim Drača, u kampanji 1342/1343. godine. U svojoj tituli Dušan se naziva „car i samodržac Srbljem, Grkom, Blgarom i Arbanasom”. Karlo Topija obnavlja nekadašnju Kraljevinu Albaniju sa sedištem u Draču (1359-1388). Energičan otpor Albanaca protiv Turaka organizovan je 1433. godine, kada najpre Dukađini napadnu i osvoje od Turaka grad Danj kod Skadra, a potom se koalicija albanskih prvaka „od skadarskih planina do Valone” na čelu sa Arnitom Spatom (Arijanitom Komnenom), tri godine uspešno nosila sa žestokim turskim napadima.
U 15. veku, kada je veliki deo balkanskog poluostrva pao u ruke Turaka, Albanci su pod vođstvom Skenderbega, „zmaja od Albanije”, vodili bespoštednu borbu protiv Osmanskog carstva čitave dve decenije. Đorđ Kastriot Skenderbeg oslobađa i ujedinjuje skoro celu Albaniju u Lješku Ligu, utvrđuje se u gradu Kroji i postaje glavna ličnost u savezu albanskih gospodara protiv Osmanlija. Godine 1450. je turska vojska bezuspešno opsela Kroju, ali je Murat II morao da se povuče. Godine 1457. se Skenderbeg povlaći u planine pred turskom vojskom, koja je provalila preko Albanije u Zetu. Kroja je bez uspeha opsađivana 1466. i 1467. Skenderbeg umire u Lješu 1468. godine. Nakon Skenderbegove smrti, albanski otpor se nastavio još deset godina, sve dok otomanska vojska 1478. godine, iz četvrtog pokušaja, konačno nije zauzela Kruju, njegov rodni grad.

## Albanija u Osmanskom carstvu
Odmah početkom 16. veka veliki deo stanovništva emigrirao je u južnu Italiju, Grčku i Egipat gde su očuvali svoj Arbanaški identitet. Nad onima što su ostali započinje proces islamizacije.
Tokom osmanskog razdoblja na području Albanije izbija više neuspelih ustanaka s ciljem zbacivanja osmanske vlasti (1481, 1537, 1571, 1708-1711 i 1716).
Slabljenje Osmanskog carstva dovelo je do stvaranja gotovo nezavisnih državica pod vlašću domaćih poturčenih velikaša iz porodice Bušatlije (sa sedištem u Skadru) i Tepeleni (sa sedištem u Janjini). Nakon pogibija njihovih najistaknutijih predstavnika Ali-paše Janinskog (1822) i Mehmed-paše Bušatlije (1831), središnja vlast pokušala je neuspelo da sprovede reforme i učvrstiti svoj uticaj, ali je to bilo ometano mnogobrojnim i dugotrajnim bunama (1831-1837,1840-1843, 1855-1869). Uporedo je tekao i proces nacionalnog osvešćivanja Albanaca, te su u drugoj polovini 19. veka prvi put bili istaknuti i zahtevi za stvaranjem nezavisne albanske države.
Godine 1878. osnovana je vojno-politička organizacija Prizrenska liga, nastala radi suprostavljanja odlukama Berlinskog kongresa kojima je deo teritorija većinski naseljenog albanskim stanovništvom pripao Crnoj Gori i Grčkoj, te ujedinjenju teritorija naseljenog Albancima (Velika Albanija) i njena autonomija u sklopu Osmanskog Carstva. Prizrenska liga je uspela da nametne pitanje albanske nacije ispred Velikih sila i postavila je temelje kasnijoj Pećkoj lizi, koja je imala spoljnu potporu Italije i Austrougarskog carstva, ali i osnivanje Druge prizrenske lige (profašističke organizacije) 1943. godine.

## Albanija kao protektorat
Opšti ustanak protiv osmanske vlasti izbio je tokom Prvog balkanskog rata, a vođa ustanka, Ismailj Ćemali proglasio je nezavisnost Albanije. Nezavisnost je priznata na konferenciji Velikih sila u Londonu 20. decembra 1912. godine. Albanska kneževina je potvrđena Londonskim mirovnim ugovorom 30. maja 1913. godine, ali je država stavljena pod protektorat. Velike sile su odredile i granice države, a za vladara postavile kneza Vilhelma I Vida (koji je formalno vladao od 7. marta 1914). Njegova vladavina nije bila prihvaćena, te je izbio ustanak koji je Vida 2. novembra 1914. primorao na bekstvo iz zemlje.

## Literatura
- Bushkoff, Leonard. "Albania, history of", Collier's Encyclopedia, vol. 1. NY: P.F. Collier, L.P, 1996.
- Keith Lyle, ed. Oxford Encyclopedic World Atlas, 5th edn. Spain, 2000.
- Rodgers, Mary M. (ed.). Albania...in Pictures. Minneapolis: Lerner Publications Company, 1995.
- 2003 U.S. Department of State Background Note of Albania
- Afrim Krasniqi: The End of Albania's Siberia. Tirana 1998.
- Afrim Krasniqi: Civil Society in Albania. Tirana 2004.
- Afrim Krasniqi: Political Parties in Albania 1920–2006.Tirana 2006.
- Antonello Biagini, Storia dell'Albania contemporanea, Bompiani, 2005
- Patrice Najbor, Histoire de l'Albanie et de sa maison royale (5 volumes), JePublie, Paris, (. 2008.  978-2-9532382-0-4.).
- Patrice Najbor, La dynastye des Zogu, Textes & Prétextes, Paris, 2002.
- Monarkia Shqiptare 1928-1939, Qendra e Studimeve Albanologjike & Insitituti Historisë, Boetimet Toena, Tirana, 2011 (.  978-99943-1-721-9.)
- Stavrianos, Leften (2000) [1958]. The Balkans Since 1453. London: Hurst.
- Stavrijanos, Leften (2005). Balkan posle 1453. godine. Beograd: Equilibrium.
- Tom Winnifrith, ed. Perspectives on Albania. London: Palgrave Macmillan, 1992.
- Curta, Florin (2006). Southeastern Europe in the Middle Ages, 500-1250. Cambridge Medieval Textbooks. ISBN 978-0-521-81539-0.
- Fine, Jr, John V.A (1991). The early Medieval Balkans; A critical survey from the sixth to the late twelfth century. The University of Michigan Press. ISBN 978-0-472-08149-3.